# Villa Diamante

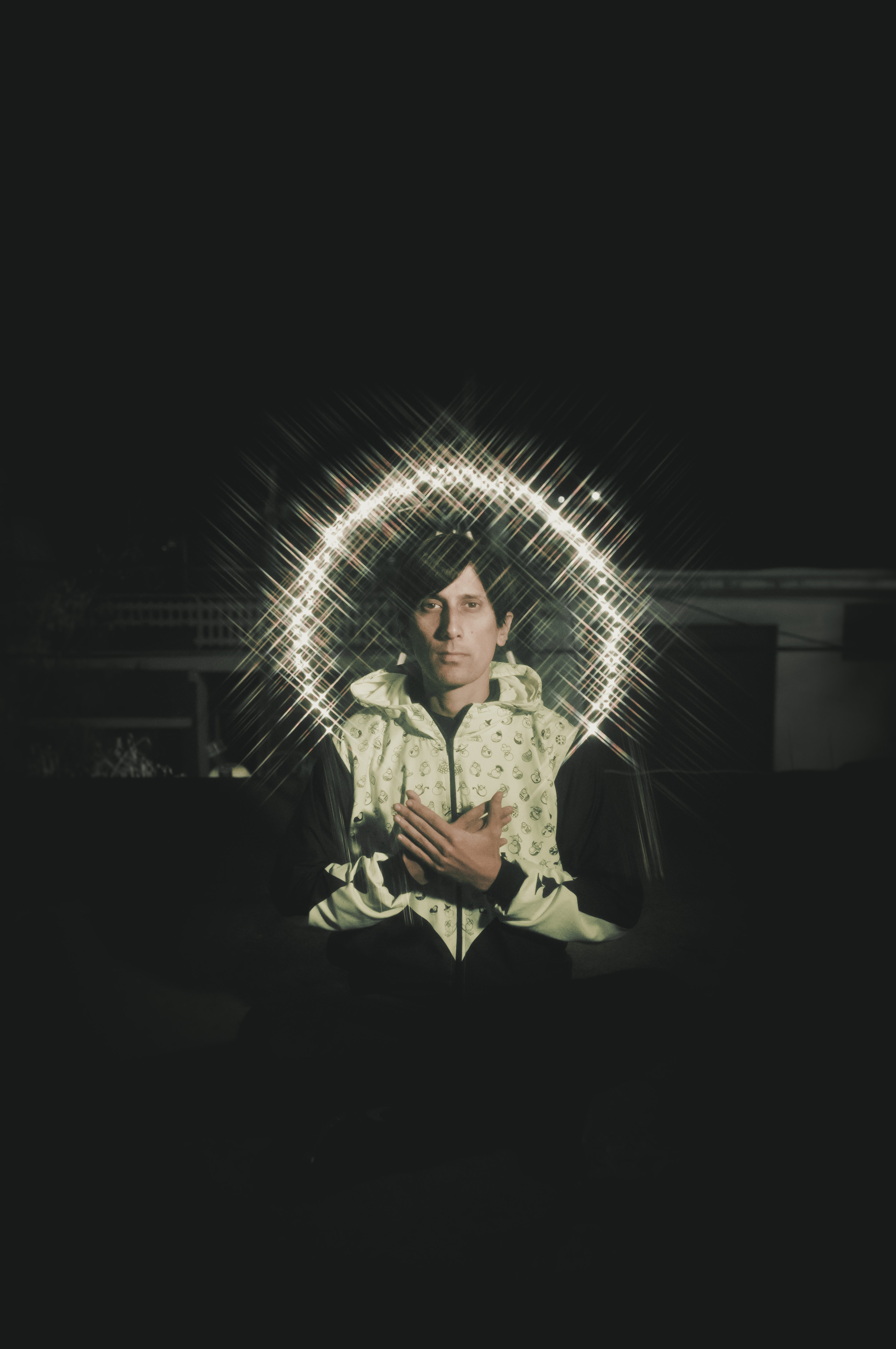
Villa Diamante.

Villa Diamante (nombre real Diego Bulacio, 26 de octubre de 1979 en Buenos Aires) es un disc jockey y productor de Bastard Pop (un género que consiste en mezclar fragmentos de otros temas musicales) argentino. Es conocido por sus mezclas que fusionan el hip hop, la cumbia (particularmente la cumbia villera), el rock argentino y en menor medida otros estilos.

## Trabajo como productor
Bulacio produce sus tracks según él mismo en una computadora de los años 90 con una placa de sonido de 25 pesos. Como es usual en la escena de los mashups, sus trabajos se pueden descargar gratis de su página de Internet. Hasta ahora ha publicado dos álbumes, que no vende por razones ideológicas y jurídicas (en el caso de los mashups es discutido todavía si constituyen una violación a los derechos de autor). Sus ingresos los adquiere por la venta de artículos de merchandising (sobre todo, calcomanías y cover art).

## Trabajo como DJ
Villa Diamante se hizo conocido como organizador y DJ residente del evento semanal Zizek (llamado así en honor al filósofo esloveno Slavoj Žižek) en la discoteca Niceto en el barrio porteño de Palermo. Zizek se convirtió en poco tiempo en una de las fiestas más conocidas de la capital argentina y fue mencionada en el diario The New York Times además de haber sido elegida como mejor evento nocturno porteño del 2006 en el diario Clarín.
Bulacio se presentó en la Creamfields Buenos Aires y en eventos de varios países latinoamericanos. En 2008 inició un tour a Estados Unidos y Europa.

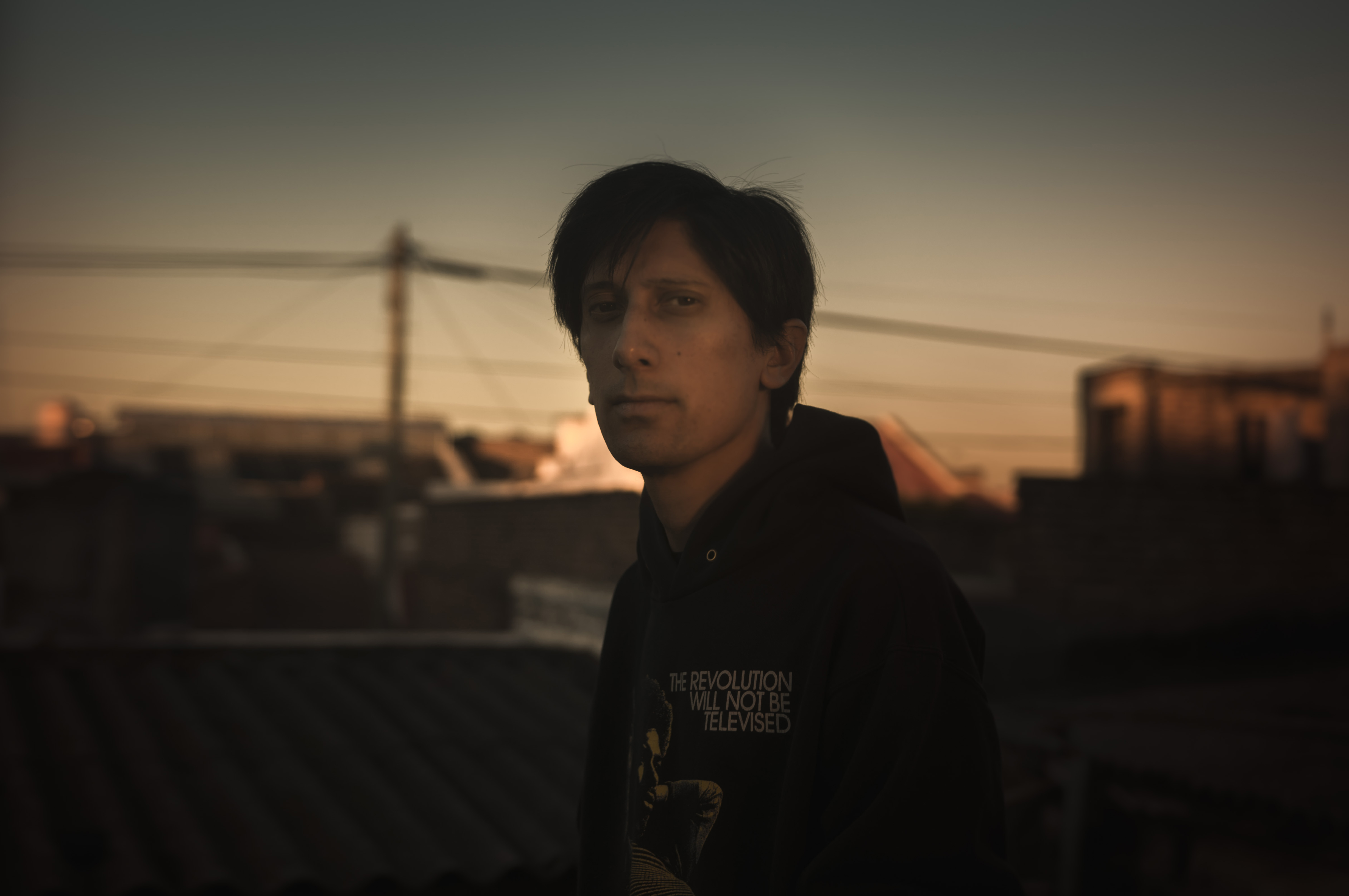
Villa Diamante x Rocío Frigerio. 2017

## Discografía
- Cash Up, 2006
- Bailando se entiende la gente, 2007
- Empacho Digital, 2009
- Villa Diamante presenta Sara Hebe - Mashupera, 2014
- Por Amor al Baile, 2013
- Lanús Oeste, 2016